# 阿爾瓦斯爾
阿爾瓦斯爾（阿拉伯语：‎）是阿拉伯联合酋长国杜拜的一個居民區。该地区位于迪拜西部的位于E11号公路（谢赫扎耶德路）的第一个和第二个交流道之间。北部与朱美拉接壤，南部与商业湾接壤，西部与Al Safa接壤，东部与Al Satwa接壤。根据2017年底的人口估计，阿爾瓦斯爾的人口为 10,736。 